# Vlag van Verviers
De vlag van Verviers is op onbekende datum bij raadsbesluit vastgesteld als de vlag van de Luikse gemeente Verviers. De vlag kan als volgt worden beschreven:
Twee even lange banen van groen en van wit.
De kleuren van de vlag zijn afkomstig op het gemeentewapen. Dit gemeentevlag is identiek aan de vlag van Stoumont, en de vlag van Theux.
De Raad van Heraldiek en Vexillologie (Frans: Conseil d’héraldique et de vexillologie) stelde een vlag met twee even hoge banen van groen en van wit met het gemeentewapen in het midden op het groene baan.

Vlag van Stoumont
Vlag van Theux